# Chand
Chand byl název pro země, které ležely na jihovýchod od Mordoru mezi zeměmi Haradu a Rhûnu. O Chandu nebo jeho lidu není známo téměř nic, kromě toho, že mezi nimi byli i Varjagové, kteří bojovali za Sauronovu armádu. Chand byl ve Třetím věku, alespoň částečně, pod vlivem Mordoru a bylo známo, že ho Chanďané zásobovali koňmi.
Území Chandu byla pravděpodobně osídlená příbuznými předků Haradských, kteří se rozhodli nepokračovat dále na jih a místo toho se usadili v Chandu. V průběhu Druhého věku se mnoho Chanďanů podrobilo Sauronovi a podporovali jeho kampaně proti Středozemi, avšak po jeho boku bojovali až na konci Druhého věku během Války posledního spojenectví. Stejně jako Východňané, Haradští a jiné národy, i Chandská pobřeží byla obsazena Númenorejci a její lidé byli utlačováni Královskými Númenorejci. V průběhu Třetího věku často vedli války proti Východňanům nebo mezi sebou a do Středozemě jen málokdy zasahovali.
V roce 1944 Třetího věku přišli Vozatajové na jih od Mordoru a naverbovali Haradské a Varjagy, s jejichž pomocí provedli útok na Gondor. Později, ve válce o prsten, Varjagové pochodovali se Sauronovými silami do Minas Tirith a zúčastnili se bitvy o Pelennorská pole. 
Je zřejmé, že lidé z Chandu a Východňané Rhûnu se po celé věky nenáviděli. Pouze Východňané známí jako Vozatajové udržovali přátelské vztahy s Chanďany a uzavřeli s nimi spojenectví. 
Chanďané se spoléhají převážně na svoji jízdu a lehkou pěchotu. Jejich armády se skládají z kopiníků, oštěpařů, sekerníků a jejich jízdy zahrnují jízdní lučištníky a Katafrakty. Národy Chanďanů které si mohou dovolit brnění používají převážně jízdní taktiky a pěchota je využívána pouze jako podpora pro kavalerii, zatímco kmeny a kmenové svazy a konfederace Chanďanů bojují převážně v lehkém či žádném brnění, a v bojích bývají velice nepředvídatelní. Chandští bojovníci do bojů chodí v bojových maskách a jsou známí svojí silou a brutalitou.
Mezi jmenované národy Chanďanů, ať už z expandovaných zdrojů nebo od samotného Tolkiena, patří například:
Chandský Chanát, Varjagové, Ioradská konfederace, Nuradský Chanát, Nurniagové, Nuriagský Chanát, země Cheyů, Ered Harmal, Sijakan, Chajapûn, země Krukmahuru, Ôlbamârl, Khûr-Khand, Khand Khûrvesra, Sûrak-Khand, Ithak-Khand, Khandamû, Kajbah, Khandur, Medlöshad, země Nennûradu, Sârkhand, údolí Muzeidy, Ala-Khand, země Gahanaganu a Khaganové.